# Mycterodus orthocephalus
Mycterodus orthocephalus är en insektsart som beskrevs av Ferrari 1885. Mycterodus orthocephalus ingår i släktet Mycterodus och familjen sköldstritar. Inga underarter finns listade i Catalogue of Life.